# Калькулятор (Windows)
Калькулятор (calc.exe: с windows 1.0 по windows 10),(metro приложение калькулятор: с windows 8.1 по windows 10),(uwp-приложение калькулятор,начиная с windows 10 metro-приложения переименовали в uwp-приложения: с windows 10 по настоящее время) — программа Microsoft Windows, предназначенная для выполнения несложных вычислительных операций: сложения, вычитания, умножения и деления и т. д. В калькуляторе также предусмотрены возможности выполнения более сложных операций для инженерных и статистических вычислений.
Интерфейс программы спроектирован таким образом, чтобы имитировать внешний вид реального калькулятора. Его «кнопки» можно нажимать мышкой. Возможен ввод с дополнительной цифровой клавиатуры. Также можно вставлять математические выражения из буфера обмена и получать результат (например, набрать в Блокноте «2*2=», скопировать и вставить в Калькулятор, на «экране» которого появится ответ «4»).

## Режимы работы
Калькулятор до версии, включённой в состав Windows 7, работал в двух режимах: «Обычный» и «Инженерный» (переключение через меню «Вид»). Состояние хранится в файле win.ini, секция [SciCalc]. При переключении режимов экран очищается.
В обычном и инженерном режимах отличается порядок выполнения операций:
- в обычном режиме нажатие 1+1*2= даст ответ 4
- в инженерном режиме 1+1*2= даёт в результате 3

### Обычный режим
- В обычном режиме представлены функции квадратного корня, процентов, обратной величины (также и в расширенном режиме).
- Доступны манипуляции с памятью (одна ячейка). Есть индикатор.

### Инженерный режим
В дополнение к обычному режиму доступны:
- тригонометрические и гиперболические (флажок «Hyp») функции, обратные им функции, которые доступны через флажок «Inv» (сбрасывается автоматически), натуральный и десятичный логарифмы, натуральная (тоже доступна через «Inv») и десятичная экспоненты, возведение в степень и извлечение корня (отдельно реализованы вторая, третья и произвольная степени), а также число {\displaystyle \pi }.
- перевод долей градуса в минуты и секунды (обратно через флажок «Inv»), вычисление факториала, а для нецелого аргумента — пи-функции, которая является обобщением факториала и определяется через гамма-функцию как {\displaystyle \Pi (x)=\Gamma (x+1)}.
- группировка операций (кнопки со скобками, есть индикатор уровня вложенности), переключение режимов отображения (фиксированная/плавающая точка).
- вычисление остатка от деления
- побитовые операции: AND, OR, NOT, XOR. Перед вычислением дробная часть отбрасывается.
- сдвиг влево (сдвиг вправо через флажок «Inv»)

#### Тригонометрия
Расчеты в градусах, радианах, градах (переключатель доступен только в режиме десятичной системы счисления)

#### Недесятичные системы счисления
Переключатель разрядности обрабатываемых данных (8, 4, 2, 1 байт).
Функция логарифм (log) работает только в десятичном (Dec) и в шестнадцатеричном (Hex) режимах. В двоичном режиме (Bin) и в восьмеричном режиме (Oct) функция логарифм (log) не работает.
Поразрядные логические операции и возможность работы с системами счисления, отличными от десятичной начиная с версии Windows 7 и Windows 8 перенесены в новый режим «Программист».

### Статистический режим
Активизируется по кнопке «Sta» (доступна в инженерном режиме), показывается окно «статистика», доступны кнопки манипуляции данными и базовые статистические функции.

### Режим «Программист»
Появился в Windows 7 за счет переноса из инженерного режима следующих функций:
- логические операции: AND, OR, XOR;
- логические (Rsh, Lsh) и циклические (RoR, RoL) сдвиги вправо и влево (буква R в операции означает «вправо», буква L — «влево»)
Rsh — сдвиг битов двоичного числа вправо n раз;
Lsh — сдвигает биты двоичного числа влево n раз, каждый раз заполняя младший бит нулём, а старший бит выталкивается (знак числа при этом не сохраняется);
RoR — циклический сдвиг вправо, сдвигает все биты двоичного числа на один разряд, каждый раз выталкиваемый младший бит;
- возможность обработки данных в двоичной, восьмеричной и шестнадцатеричной системах счисления.

При работе с любой системой счисления в данном режиме под «дисплеем» показывается двоичное представление текущего результата, разделённое на тетрады. Обрабатываемые данные представляются в целочисленном формате (дробная часть результата всегда отбрасывается) размером от 8 до 64 бит в дополнительном коде.

### Дополнительные возможности
При вставке из буфера следующие последовательности символов воспринимаются как команды:
| :c | Очистка памяти                                                     |
| :e | Включение режима ввода десятичных чисел в экспоненциальной нотации |
| :m | Занесение отображаемого числа в память                             |
| :p | Прибавление отображаемого числа к числу, хранящемуся в памяти      |
| :q | Очистка калькулятора для новых вычислений                          |
| :r | Отображение числа, хранящегося в памяти                            |
| \  | .                                                                  |

## Ограничения и ошибки в работе
На текущий момент во всех версиях Windows, включая 64-разрядные, калькулятор имеет ограничение при выполнении операции возведения числа в целую степень. Данное ограничение, связанное с переполнением, возникает при возведении в целую степень, если показатель степени нельзя представить 32-разрядным целым числом. В этом случае выдаётся сообщение «Недопустимый ввод». В то же время использование приблизительно такого же, но дробного показателя степени не приводит к ошибке. Пусть, например, нужно вычислить {\displaystyle 0.999999999^{-3000000000}}. Непосредственное вычисление выражения приводит к ошибке, однако, например, выражение {\displaystyle 0.999999999^{-3000000000.5}} корректно вычисляется и даёт результат {\displaystyle 20.085536963358741652581860232205}. Из него можно получить:
{\displaystyle 0.999999999^{-3000000000}=0.999999999^{-3000000000.5}\cdot {\sqrt {0.999999999}}=20.085536953315973168391797284239}
Указанное выше ограничение при возведении в степень приводит к появлению бага (его уже вряд ли можно назвать ограничением). Он заключается в том, что при взятии противоположной величины от 32-разрядного целого числа {\displaystyle -2^{31}=-2147483648} происходит переполнение, которое корректно не обрабатывается и приводит к аварийному завершению работы программы. Например, сбой может происходить при вычислении выражения
{\displaystyle 0.999999999^{-2147483648}}.
Правильный результат {\displaystyle 8.5632830377708104878252734036038} можно получить, изменив показатель степени, например следующим образом:
{\displaystyle 0.999999999^{-2147483648}=(0.999999999^{2})^{-1073741824}}
или
{\displaystyle 0.999999999^{-2147483648}=0.999999999^{-2147483647}/0.999999999}.
Ещё ряд ограничений связан с непродуманной реализацией вычислительных алгоритмов, в результате чего для некоторых значений происходит потеря точности, иногда приводящая к существенным ошибкам. Так, стандартная формула вычисления ареа-синуса при больших по модулю отрицательных значениях аргумента приводит к вычитанию близких чисел и, как следствие, потере значащих цифр результата. Вычислим, например, с помощью калькулятора Windows ареа-синус ({\displaystyle \operatorname {sinh} ^{-1}}) от числа {\displaystyle -3,5e+100}. Получаем результат {\displaystyle 149,01606898593917039273345339555}, не имеющий ничего общего с правильным ответом {\displaystyle -232,20441944845988170690449821188}. В данном случае правильный ответ можно получить, пользуясь свойством нечётности функции: {\displaystyle \operatorname {arsh} x=-\operatorname {arsh} (-x)}.
Для гиперболического тангенса ({\displaystyle \operatorname {tanh} }) некоторые значения аргумента признаются недействительными, хотя на самом деле функция существует и не вызывает переполнение для любых значений аргумента. А именно, при {\displaystyle x>10000} или {\displaystyle x<-1000} выдаётся сообщение «Недопустимый ввод». Данное ограничение является необоснованным, так как значения функции для указанных значений аргумента примерно равны {\displaystyle 1} и {\displaystyle -1} соответственно.

## Развитие
В Windows 7 реализован значительно обновлённый Калькулятор. В дополнение к Обычному и Инженерному, появились режимы для программистов (Programmer) и статистический (Statistics). В каждом режиме (кроме статистического) ведется история вычислений. Справа от основной панели калькулятора можно открыть панели расчёта разницы между датами, расчёта расхода топлива или платежей по кредиту, конвертации физических величин.
В режиме программиста можно выполнять операции только над целыми числами, а в инженерном режиме нельзя переводить числа из одной системы счисления в другую. Это является существенным недостатком новой версии Калькулятора.
В Windows 8 получил дополнительный Metro-аналог, а в Windows 10 был полноценно заменен на UWP-версию[что?].
29 января 2019 года Microsoft открыла исходный код калькулятора, опубликовав его на GitHub и представив планы его развития.